# UCI Oceania Tour 2006
Die UCI Oceania Tour ist der vom Weltradsportverband UCI zur Saison 2005 eingeführte ozeanische Straßenradsport-Kalender unterhalb der UCI ProTour.
Die Eintagesrennen und Etappenrennen der UCI Oceania Tour sind in drei Kategorien (HC, 1 und 2) eingeteilt.

## Endstand
| Platz | Fahrer            | Punkte |
| ----- | ----------------- | ------ |
| 1.    | Gordon McCauley   | 180,66 |
| 2.    | Logan Hutchings   | 105    |
| 3.    | Clinton Avery     | 100    |
| 4.    | Phillip Thuaux    | 78,2   |
| 5.    | Dominique Perras  | 76,2   |
| 6.    | Russell Van Hout  | 75,2   |
| 7.    | Wesley Sulzberger | 71,2   |
| 8.    | Timothy Gudsell   | 62,66  |
| 9.    | David McCann      | 52     |
| 10.   | Greg Henderson    | 51,66  |

| Platz | Team                      | Punkte |
| ----- | ------------------------- | ------ |
| 1.    | Successfulliving.com      | 180,66 |
| 2.    | SouthAustralia.com-AIS    | 174,2  |
| 3.    | Drapac Porsche            | 147,4  |
| 4.    | Savings & Loans           | 121    |
| 5.    | Health Net-Maxxis         | 97,52  |
| 6.    | Kodakgallery.com          | 84,2   |
| 7.    | DFL-Cyclingnews-Litespeed | 62,66  |
| 8.    | Giant Asia Racing Team    | 52     |
| 9.    | Marco Polo Cycling Team   | 49     |
| 10.   | Unibet.com                | 47     |

| Platz | Nation     | Punkte  |
| ----- | ---------- | ------- |
| 1.    | Australien | 1532,6  |
| 2.    | Neuseeland | 0940,44 |

## Oktober 2005
| Datum  | Rennen                                   | Kat. | Sieger          | Team         |
| ------ | ---------------------------------------- | ---- | --------------- | ------------ |
| 9.–15. | Herald Sun Tour                          | 2.1  | Simon Gerrans   | Ag2r         |
| 22.    | Melbourne to Warrnambool Cycling Classic | 1.2  | Jonas Ljungblad | Amore e Vita |

## November 2005
| Datum  | Rennen            | Kat. | Sieger          | Team                 |
| ------ | ----------------- | ---- | --------------- | -------------------- |
| 7.–12. | Tour of Southland | 2.2  | Gordon McCauley | Trek-Zookeepers Cafe |

## Dezember 2005
| Datum | Rennen                             | Kat. | Sieger          | Team       |
| ----- | ---------------------------------- | ---- | --------------- | ---------- |
| 3.    | Ozeanienmeisterschaften Zeitfahren | CC   | Gordon McCauley | Neuseeland |
| 4.    | Ozeanienmeisterschaften Straße     | CC   | Gordon McCauley | Neuseeland |

## Januar
| Datum   | Rennen                    | Kat. | Sieger          | Team        |
| ------- | ------------------------- | ---- | --------------- | ----------- |
| 17.–22. | Tour Down Under           | 2.HC | Simon Gerrans   | Ag2r        |
| 25.–29. | Trust House Cycle Classic | 2.2  | Hayden Roulston | Team Subway |